# Campeonato Africano de Atletismo de 2018 - 400 m feminino
A prova dos 400 metros feminino do Campeonato Africano de Atletismo de 2018 foi disputada entre os dias 1 e 3 de agosto, no Estádio Stephen Keshi, em Asaba,  na Nigéria.

## Recordes
Antes desta competição, os recordes mundiais e do campeonato nesta prova eram os seguintes:
|                       | Nome             | Nacionalidade | Tempo  | Local      | Data                 |
| --------------------- | ---------------- | ------------- | ------ | ---------- | -------------------- |
| Recorde mundial       | Marita Koch      | Alemanha      | 47s 60 | Camberra   | 6 de outubro de 1985 |
| Recorde do campeonato | Amantle Montsho  | Botswana      | 49s 54 | Porto Novo | 29 de julho de 2012  |
| Recorde africano      | Falilat Ogunkoya | Nigéria       | 49s 10 | Atlanta    | 29 de julho de 1996  |

## Medalhistas
| Ouro                 | Prata                       | Bronze            |
| Caster Semenya (RSA) | Christine Botlogetswe (BOT) | Yinka Ajayi (NGR) |

## Cronograma
Todos os horários são locais (UTC+1).
| Data        | Hora  | Evento    |
| ----------- | ----- | --------- |
| 1 de agosto | 16:25 | Bateria   |
| 2 de agosto | 17:30 | Semifinal |
| 3 de agosto | 17:00 | Final     |

## Resultados

### Bateria
Qualificação: 3 atletas de cada bateria (Q) mais os 4 melhores qualificados (q).
| Posição | Bateria | Atleta                   | Nacionalidade      | Tempo | Notas |
| ------- | ------- | ------------------------ | ------------------ | ----- | ----- |
| 1       | 4       | Yinka Ajayi              | Nigéria            | 52.38 | Q     |
| 2       | 1       | Caster Semenya           | África do Sul      | 52.98 | Q     |
| 3       | 1       | Christine Botlogetswe    | Botswana           | 53.19 | Q     |
| 4       | 2       | Patience Okon George     | Nigéria            | 53.39 | Q     |
| 5       | 4       | Veronica Mutua           | Quênia             | 53.55 | Q     |
| 6       | 1       | Leni Shida               | Uganda             | 53.60 | Q     |
| 7       | 2       | Margaret Barrie          | Serra Leoa         | 53.61 | Q     |
| 8       | 1       | Maximila Imali           | Quênia             | 53.62 | q     |
| 9       | 4       | Frehiywot Wondie         | Etiópia            | 53.88 | Q     |
| 10      | 3       | Quincy Malekani          | Zâmbia             | 54.06 | Q     |
| 11      | 3       | Soulatiou Saka           | Benim              | 54.25 | Q     |
| 12      | 3       | Justine Palframan        | África do Sul      | 54.30 | Q     |
| 13      | 4       | Fatou Gaye               | Senegal            | 54.40 | q     |
| 14      | 2       | Kadija Ouardi            | Marrocos           | 54.48 | Q     |
| 15      | 4       | Marcelle Bouele Bondo    | República do Congo | 54.56 | q     |
| 16      | 3       | Nafy Mane                | Senegal            | 54.62 | q     |
| 17      | 2       | Nevian Mongina           | Quênia             | 54.65 |       |
| 18      | 4       | Galefele Moroko          | Botswana           | 54.90 |       |
| 19      | 4       | Ngouyaka Angounou        | Camarões           | 55.00 |       |
| 20      | 1       | Worknesh Mesele          | Etiópia            | 55.12 |       |
| 21      | 2       | Tjipekapora Herunga      | Namíbia            | 55.90 |       |
| 22      | 4       | Abygirl Sepiso           | Zâmbia             | 56.10 |       |
| 23      | 2       | Goitseone Seleka         | Botswana           | 56.17 |       |
| 24      | 1       | Mariama Mamoudou Ittatou | Níger              | 56.52 |       |
| 25      | 3       | Faith Dube               | Zimbabwe           | 56.54 |       |
| 26      | 3       | Firezewid Tesfaye        | Etiópia            | 57.06 |       |
| 27      | 2       | Adele Mafogan            | Camarões           | 57.57 |       |
| 28      | 1       | Emerald Egwim            | Nigéria            | DNS   |       |

### Semifinal
Qualificação: 3 atletas de cada bateria  (Q) mais os  2 melhores qualificados (q).
| Posição | Bateria | Atleta                | Nacionalidade      | Tempo | Notas |
| ------- | ------- | --------------------- | ------------------ | ----- | ----- |
| 1       | 1       | Yinka Ajayi           | Nigéria            | 51.43 | Q     |
| 2       | 2       | Caster Semenya        | África do Sul      | 51.87 | Q     |
| 3       | 1       | Christine Botlogetswe | Botswana           | 52.24 | Q     |
| 4       | 1       | Leni Shida            | Uganda             | 52.42 | Q     |
| 5       | 2       | Patience Okon George  | Nigéria            | 52.81 | Q     |
| 6       | 1       | Quincy Malekani       | Zâmbia             | 52.96 | q     |
| 7       | 2       | Margaret Barrie       | Serra Leoa         | 53.14 | Q     |
| 8       | 2       | Veronica Mutua        | Quênia             | 53.87 | q     |
| 9       | 1       | Soulatiou Saka        | Benim              | 54.06 |       |
| 10      | 1       | Fatou Gaye            | Senegal            | 54.22 |       |
| 11      | 2       | Frehiywot Wondie      | Etiópia            | 54.39 |       |
| 12      | 2       | Marcelle Bouele Bondo | República do Congo | 54.77 |       |
| 13      | 2       | Kadija Ouardi         | Marrocos           | 54.91 |       |
| 14      | 2       | Nafy Mane             | Senegal            | 55.46 |       |
| 15      | 1       | Justine Palframan     | África do Sul      | 57.11 |       |
| 16      | 1       | Maximila Imali        | Quênia             | DNF   |       |

### Final
| Posição           | Raia | Atleta                | Nacionalidade | Tempo | Notas |
| ----------------- | ---- | --------------------- | ------------- | ----- | ----- |
| Medalha de ouro   | 4    | Caster Semenya        | África do Sul | 49.96 |       |
| Medalha de prata  | 3    | Christine Botlogetswe | Botswana      | 51.19 |       |
| Medalha de bronze | 6    | Yinka Ajayi           | Nigéria       | 51.34 |       |
| 4                 | 7    | Margaret Barrie       | Serra Leoa    | 52.06 |       |
| 5                 | 5    | Patience Okon George  | Nigéria       | 52.34 |       |
| 6                 | 8    | Leni Shida            | Uganda        | 52.78 |       |
| 7                 | 1    | Veronica Mutua        | Quênia        | 53.27 |       |
| 8                 | 2    | Quincy Malekani       | Zâmbia        | 54.10 |       |

Legenda
| Recorde mundial       | Recorde mundial (World record)               |                       | Recorde africano                      | Recorde africano (African) |                                           | Q | Classificado por posição (Qualified) |
| Recorde do campeonato | Recorde do campeonato (Championship record)  | Recorde da América    | Recorde da América (Americas)         | q                          | Classificado por melhor tempo (Qualified) |   |                                      |
| Melhor marca do ano   | Melhor marca do ano (World leading)          | Recorde asiático      | Recorde asiático (Asian)              | DNS                        | Não largou (Did not start)                |   |                                      |
| Recorde nacional      | Recorde nacional (National record)           | Recorde europeu       | Recorde europeu (European)            | DNF                        | Não terminou (Did not finish)             |   |                                      |
| Recorde pessoal       | Recorde pessoal do atleta (Personal best)    | Recorde da Oceania    | Recorde da Oceania (Oceania)          | DSQ / DQ                   | Desclassificado (Disqualified)            |   |                                      |
| Recorde da temporada  | Recorde da temporada do atleta (Season best) | Recorde sul-americano | Recorde sul-americano (South America) | NM                         | Sem marca (No mark)                       |   |                                      |